# Marsile de Padoue
Marsile de Padoue (en italien Marsilio da Padova) (né vers 1275 à Padoue et mort vers 1342 à Munich) est un médecin et théoricien politique italien très violemment opposé aux prétentions temporelles de la papauté.

## Biographie
Marsile naît dans la ville de Padoue aux alentours de 1275, et avant 1287, d'une famille de notaires, la Mainardini. Il étudie la médecine dans sa ville natale, avec son ami Albertino Mussato. Il se rend à Milan et probablement en d'autres villes d'Italie, cherchant à se faire une place dans les professions les plus diverses, tantôt dans l'exercice de son art, tantôt dans les emplois publics, tantôt même, à ce qu'on prétend, dans le métier des armes. Il étudie à l'université d'Orléans, puis vient se constituer disciple dans l'université de Paris dont il devient recteur en 1312. Il se lie avec un autre théologien, Jean de Jandun. Marsile prend rang dans le clergé séculier : il est chanoine de Padoue en 1316. S'il ne fut pas gradué en théologie, il paraît bien qu'il a étudié la médecine jusqu'à conquérir la palme doctorale. Il alterne l'enseignement et l'activité diplomatique, et se rend notamment auprès de Charles de la Marche, le futur roi de France, pour l'inviter à prendre la tête d'une ligue gibeline.
Avec Jean de Jandun, Marsile compose secrètement le Défenseur de la paix (Defensor pacis), terminé en 1324. L'ouvrage est dédié à l'empereur Louis de Bavière. Il est divisé en trois discours, dont le premier traite de droit politique en général. Le second discours est plus particulièrement consacré aux droits et à l'organisation de l'Église ou, pour appeler les choses par leur vrai nom, ce second est plus particulièrement un manifeste, non seulement contre le pouvoir temporel, mais contre le pouvoir spirituel du pape et toute organisation du catholicisme. Le 21 mars 1324, Louis de Bavière est excommunié par le pape Jean XXII. Peu après, l'empereur proteste et traite le pape d'« ennemi de la paix ». Il reçoit du soutien en Allemagne et décide d'attaquer son ennemi dans ses propres retranchements. En 1326, Marsile de Padoue et Jean de Jandun se rendent à Nuremberg pour se mettre au service de l'empereur Louis de Bavière. Ils sont excommuniés à leur tour le 9 avril 1327.
Marsile accompagne Louis de Bavière en Italie qui, poussant à l'extrême sa lutte contre Jean XXII, va les armes à la main lui substituer un antipape. Le 17 janvier 1328, l'empereur, suivi de ses deux conseillers, fait son entrée à Rome. Les principes du Défenseur de la paix sont mis en pratique : Marsile est nommé par l'empereur vicaire général à Rome, et le franciscain Pierre de Corvara est élu antipape par le peuple de Rome sous le nom de Nicolas V. Ce séjour à Rome est de courte durée : menacé par le guelfe Robert d'Anjou, et craignant un soulèvement populaire à Rome, Louis de Bavière et ses deux conseillers abandonnent la ville et se réfugient d'abord à Pise, bastion gibelin, puis dans le nord de l'Italie. En 1329, l'empereur retourne en Allemagne, à Munich, accompagné de Marsile de Padoue. 
Marsile reste à la cour impériale où il compose ses derniers ouvrages, le Defensor minor (Défenseur mineur), qui complète certains points du Defensor pacis, le De translatione imperii (De la translation de l'empire), qui confirme l'indépendance de l'empire, et le De iurisdictione imperatoris in causis matrimonialibus (De la juridiction de l'empereur dans les causes matrimoniales). Ce dernier ouvrage, sorte de consultation au sujet du divorce entre Jean, fils de roi de Bohême, et Marguerite, duchesse de Carinthie, est composé afin de montrer que l'empereur était armé du droit de statuer sur ce point, car c'est une des choses spirituelles qui tombent sous la puissance de la loi humaine. Marsile meurt à une date incertaine, en 1342 ou 1343.

## Pensée politique

### Critique du pouvoir temporel du pape
Marsile de Padoue eut notamment - à propos du pouvoir temporel de la papauté - une controverse avec Augustin d'Ancône, défenseur de la théocratie. Il est opposé aux thèses de saint Augustin. Pour lui, l'État est exclusivement une société d'intérêts matériels, un appareil de puissance purement terrestre. Son œuvre, qui peut apparaître très radicale en période médiévale, sera continuée et modérée par le philosophe Guillaume d'Occam.

### Critique de la théologie politique traditionnelle
Marsile de Padoue appartenait au courant de pensée pro-égalitaire selon lequel aucune domination n'existait avant la chute originelle : il se tient dans la lignée d'Aristote pour affirmer que l'homme est un animal politique, mais c'est surtout à la suite de la chute que les hommes se sont rassemblés en villages, puis en cités, et que la loi humaine est apparue pour régler les rapports entre citoyens. Le pouvoir de domination (ou pouvoir coercitif) n'est pas vu comme une chose naturelle, mais est lié à l'exercice de la loi humaine.
Marsile conçoit deux fins à la vie humaine : depuis toujours, l'homme a pour fin personnelle le salut éternel, mais depuis la chute – par laquelle il a pris son autonomie (cf. le libre-arbitre qui en est le gage) – l'homme a également pour finalité un bonheur humain qu'il obtiendra par le biais de la paix civile et de l'autarcie. Tandis que la finalité céleste ne concerne les citoyens que sur le plan individuel, la finalité terrestre concerne l'ensemble des citoyens en tant que collectivité ; pour cette raison, Marsile distingue strictement la morale religieuse (basée sur l'Évangile) de la morale politique ou morale naturelle (fondée sur la conception aristotélicienne), il distingue totalement la foi et la raison.

### Le problème du droit naturel
Marsile n'utilise pas l'expression de « loi naturelle », car cette notion met de l'eau au moulin de ses ennemis politiques (les partisans de la théocratie pontificale). Il considère en revanche la loi divine (loi ancienne / loi nouvelle) et la loi humaine. La loi humaine est la création du législateur humain (le peuple ou sa partie prépondérante) ou plutôt de l'empereur qui est considéré comme législateur délégué par le peuple. Le législateur s'inspire de la morale naturelle aristotélicienne pour créer sa loi, mais la loi humaine n'est pas directement dérivée de la loi naturelle (comme c'est le cas notamment chez Thomas d'Aquin). Le législateur doit aussi s'abstenir d'édicter des lois qui contredisent la loi divine. Précisons encore que le peuple ne fonctionne pas, chez Marsile de Padoue, à la manière de nos démocraties modernes où une somme d'individus semblent opposer leurs intérêts propres. S'inspirant d'Averroès, Marsile conçoit la multitude comme une seule entité qui juge unanimement. Enfin, c'est le législateur humain fidèle (c'est-à-dire les citoyens chrétiens) qui édictent les lois ecclésiastiques par le biais du Concile général, où il se fait normalement représenter par l'empereur. Cette emprise du pouvoir civil sur le pouvoir religieux est caractéristique de la pensée de Marsile de Padoue.

### Pouvoir temporel et pouvoir spirituel
En effet, à la plenitudo potestatis du pape, Marsile oppose la plénitude de pouvoir de l'empereur. Faisant la promotion de l'unité politique contre tout, il propose la monarchie élective comme meilleur système politique et soumet au prince (empereur) la totalité des hommes, y compris le pape et l'ensemble du clergé. Il va plus loin encore dans ses attaques contre la papauté : se basant sur de nombreux arguments de l'évangile et des pères de l'Église, il préconise qu'aucun prêtre n'a le droit d'exercer un pouvoir politique ; voir aussi, à ce sujet, la querelle sur la pauvreté méritoire dans laquelle Marsile de Padoue prend parti en faveur des franciscains (les clercs et les moines ne doivent rien posséder).
Le prince, selon Marsile de Padoue, peut modifier la loi en tant que représentant du législateur humain (bien que la loi possède une grande inertie et ne doit être modifiée qu'avec prudence et justice) ; en ce sens, il est donc au-dessus de la loi. Toutefois, en tant qu'il applique la loi, il lui est soumis, ainsi que pour sa propre conduite personnelle.
D'après Marsile de Padoue, Dieu est la cause lointaine du pouvoir politique ; Il en est aussi directement son origine. Mais c'est l'ensemble des citoyens, ou sa partie prépondérante, qui en est la cause efficiente directe et qui le légitime par élection.
Ces principes ne doivent pas trop nous étonner de la part d'un Italien du XIVe siècle. Ils étaient mis en pratique, avec plus ou moins de succès, dans plusieurs grandes villes de l'Italie, entre autres à Florence, à Pise et même à Padoue, avant que les Carrare en devinssent les maîtres en 1322.
D'après lui, la dignité et la puissance impériale ne dépendent pas de l’autorité pontificale, mais de Dieu, conformément à une tradition ancienne. L'élection d'un empereur par les électeurs de l'Empire suffit à faire de lui le vrai roi et empereur des Romains. De plus, les fonctions temporelles de l'empereur ne sont pas séparées des fonctions spirituelles. L'empereur est appelé à défendre la religion chrétienne contre les hérésies, dont la première est la théocratie pontificale.

## Postérité
Marsile de Padoue a ouvert la porte, sans la franchir, aux démocraties telles que nous les connaissons (voir notamment sa vision du citoyen). Il a aussi ouvert la voie au protestantisme (valeurs séculières, soumission de l'Église à l'État, critique des institutions ecclésiastiques au nom de l’Évangile, rôle des prêtres réduit à l'évangélisation et celui des sacrements aux aspects moraux, etc.). Marsile est aussi un précurseur de la définition moderne du laïc (valeur donnée à la vie séculière).
La doctrine de Marsile de Padoue influence profondément la pensée et l'action politique de Thomas Cromwell au XVIe siècle. En 1535, ce dernier charge William Marshall d'établir la première traduction en anglais du Defensor pacis.

### Éditions françaises
- Jeannine Quillet, Marsile de Padoue. Le Défenseur de la paix. Introduction, traduction, commentaire. Paris, Vrin, 1967.
- Colette Jeudy, Jeannine Quillet, Marsile de Padoue. Œuvres mineures : De translatione imperii ; Defensor minor, CNRS, 1979.

### Études
- Nicolas Valois, « Jean de Jandun et Marsile de Padoue, auteurs du Defensor pacis ». Histoire Littéraire de la France. 1906. Tome XXXIII, pages 528-623. [lire en ligne]
- Felice Battaglia, Marsilio da Padova e la filosofia politica del Medio Evo, Felice Le Monnier, Firenze 1928 (nouvelle édition CLUEB 1987)
- Georges de Lagarde, Marsile de Padoue. Éditions Béatrice, 1934.
- Georges de Lagarde, La naissance de l'esprit laïque au déclin du Moyen âge, volume III. « Le Defensor Pacis ». Éditions Nauwelaerts, 1970. 389 p.
- Jeannine Quillet, La philosophie politique de Marsile de Padoue, Vrin, 1970.
- Leo Strauss. « Marsile de Padoue ». in Leo Strauss et Joseph Cropsey (ed.), History of Political Philosophy. Chicago, 1963. Trad. Fr. Histoire de la philosophie politique, Paris, P.U.F., 2003 (3e édition).

### Sources
- Adolphe Franck, Réformateurs et publicistes de l'Europe, Paris, 1864. [lire en ligne]
- Paul E. Meyer, Étude sur Marsile de Padoue, Strasbourg, 1870. [lire en ligne]
- Pierre Féret, La Faculté de théologie de Paris et ses docteurs les plus célèbres, vol. III, Paris, 1896. [lire en ligne]